# Hùng Sơn, Anh Sơn
Hùng Sơn là một xã thuộc huyện Anh Sơn, tỉnh Nghệ An, Việt Nam.
Xã Hùng Sơn có diện tích 25,86 km², dân số năm 1999 là 3.665 người, mật độ dân số đạt 142 người/km².